# Walt Whitman
Walter Whitman (n. 31 mai 1819, West Hills⁠(d), Suffolk, New York, SUA – d. 26 martie 1892, Camden⁠(d), New Jersey, SUA) a fost un poet, eseist, jurnalist și umanist american. Considerat „cel mai mare poet american” de către mulți pe când trecuseră doar patru ani de la moartea sa, Whitman este văzut ca primul poet urban. El a fost unul dintre reprezentanții tranziției de la transcendentalism la realism, opera sa arătându-se influențată de ambele curente. Opera sa a fost tradusă în mai mult de douăzeci și cinci de limbi străine. Walt Whitman este unul din cei mai influenți și controversați poeți din canonul american. Scrierile sale au fost caracterizate drept un „rude shock” („șoc sever/extrem”) și drept „the most audacious and debatable contribution yet made to American literature” (cea mai îndrăzneață și discutabilă contribuție adusă până acum literaturii americane). Așa cum scrie Walt Whitman în „Leaves of Grass (By Blue Ontario's Shore)”, „Rimele și versificatorii pier... America își va justifica existența, dați-i timp...” Walter Whitman s-a născut pe 31 mai 1819 în West Hills, Long Island, într-o familie de quakeri (persoane aparținând „Religious Society of Friends”, sectă formată în secolul XVII), avându-i ca părinți pe Walter și pe Louisa Van Velsor Whitman. A fost al doilea copil din nouă. Fratele său mai mare nu a supraviețuit dincolo de copilărie. Mama lui, de origine neerlandeză, era aproape analfabetă, în timp ce tatăl său era un dulgher quaker. În 1823 familia s-a mutat în Brooklyn, unde timp de șase ani Walt a studiat în școli publice. Avea să fie singura educație oficială primită de poet. Mama sa l-a învățat despre valorile familiale, iar, după moartea tatălui său, Walt s-a ocupat de protejarea familiei sale. Walt Whitman a moștenit atitudinea de gânditor liber, bazată pe principiile de libertate intelectuală și politică, din partea tatălui său, care l-a familiarizat cu ideile socialiștilor Frances Wright și Robert Dale Owen, precum și ale quaker-ului liberal Elias Hicks, și ale teistului conte Volney.
Unul dintre avantajele locuirii în Brooklyn a fost ocazia lui Whitman de a vedea oameni faimoși în zilele în care aceștia vizitau New York City. Astfel, el i-a văzut pe președintele Andrew Jackson sau pe marchizul de Lafayette. Acesta din urmă a ajuns personajul principal al uneia din poveștile legate de copilăria lui Whitman, deoarece, în timpul vizitei sale la New York l-a ales pe micuțul Walt (avea pe-atunci doar șase ani) din mulțime și l-a ridicat pe umerii săi. Whitman avea să interpreteze acest eveniment ca un fel de predare de ștafetă : eroul francez al Revoluției Americane, arătându-l pe viitorul poet al democrației, imigranților din energeticul oraș în care o națiune se inventa cu fiecare zi.

## Lucrări
- Franklin Evans (1842)
- The Half-Breed; A Tale of the Western Frontier (1846)
- Life and Adventures of Jack Engle (1852)
- Leaves of Grass (1855-1891)
- Manly Health and Training (1858)
- Drum-Taps (1865)
- Democratic Vistas (1871)
- Memoranda During the War (1876)
- Specimen Days (1882)